# Грб општине Бољевац
Грб Oпштине Бољевац користи се као Основни (мали) грб и као Проширени (средњи) грб.
Основни (мали) грб сачињава варјашки штит, стандардног хералдичког облика, уоквирен црном контуром. Поље штита је подељено по висини на два мања поља неправилног облика. Горње поље је црвене боје, облика правоугаоника из кога је са доње стране исечен троугао. Доње поље је плаве боје и обухвата доњи део штита са варјашким завршетком, док са горње стране има троугаони завршетак. У горњем црвеном пољу налази се стилизована представа пастирске фруле, сребрне боје, без контура. Она је постављена хоризонтално са елементима у боји поља (црвена боја). У доњем плавом пољу представљене су природне и створене вредности Општине. Позадина за елементе овог поља, проистекла из поделе штита, својим обликом у горњој зони даје стилизовану представу планине Ртањ са својим врхом „Шиљком“. Следећи елемент чине три стилизоване представе хришћанских православних храмова, сребрне боје са контурама и елементима у боји поља (плава боја), постављена тако да се уклапају у облик врха поља (троугаони распоред са једним храмом у врху и два у дну). У дну штита сребрна вијугава линија представља реку Арнауту.
Проширени (средњи) грб сачињава основни грб допуњен параферналијама. Изнад штита налази се бедемска круна са полукружним завршетком, златне боје са црном контуром, са три видљива мерлона (средњим широким и два бочна ужа) и назначеним слогом камена. Испод штита налази се двоструко преломљена лента. На централном прелому, ширине штита, исписан је ћириличким писмом великим словима назив општине – Бољевац. Лента се са обе стране завршава троугаоним засеком.